# 上園町
上園町（かみそのまち）は、愛知県名古屋市中区の地名。

## 歴史

### 沿革
- 明治4年 - 上御園町および中御園町により、愛知郡上園町として成立[1]。
- 1878年（明治11年）12月20日 - 名古屋区成立に伴い、同区上園町となる[1]。
- 1889年（明治22年）10月1日 - 名古屋市成立に伴い、同市上園町となる[1]。
- 1908年（明治41年）4月1日 - 西区成立に伴い、同区上園町となる[1]。
- 1944年（昭和19年）2月11日 - 栄区成立に伴い、同区上園町となる[1]。
- 1945年（昭和20年）11月3日 - 栄区廃止に伴い、中区上園町となる[1]。
- 1966年（昭和41年）3月30日 - 丸の内一丁目および錦一丁目に編入され、消滅[1]。